# Tibetaanse kalligrafie

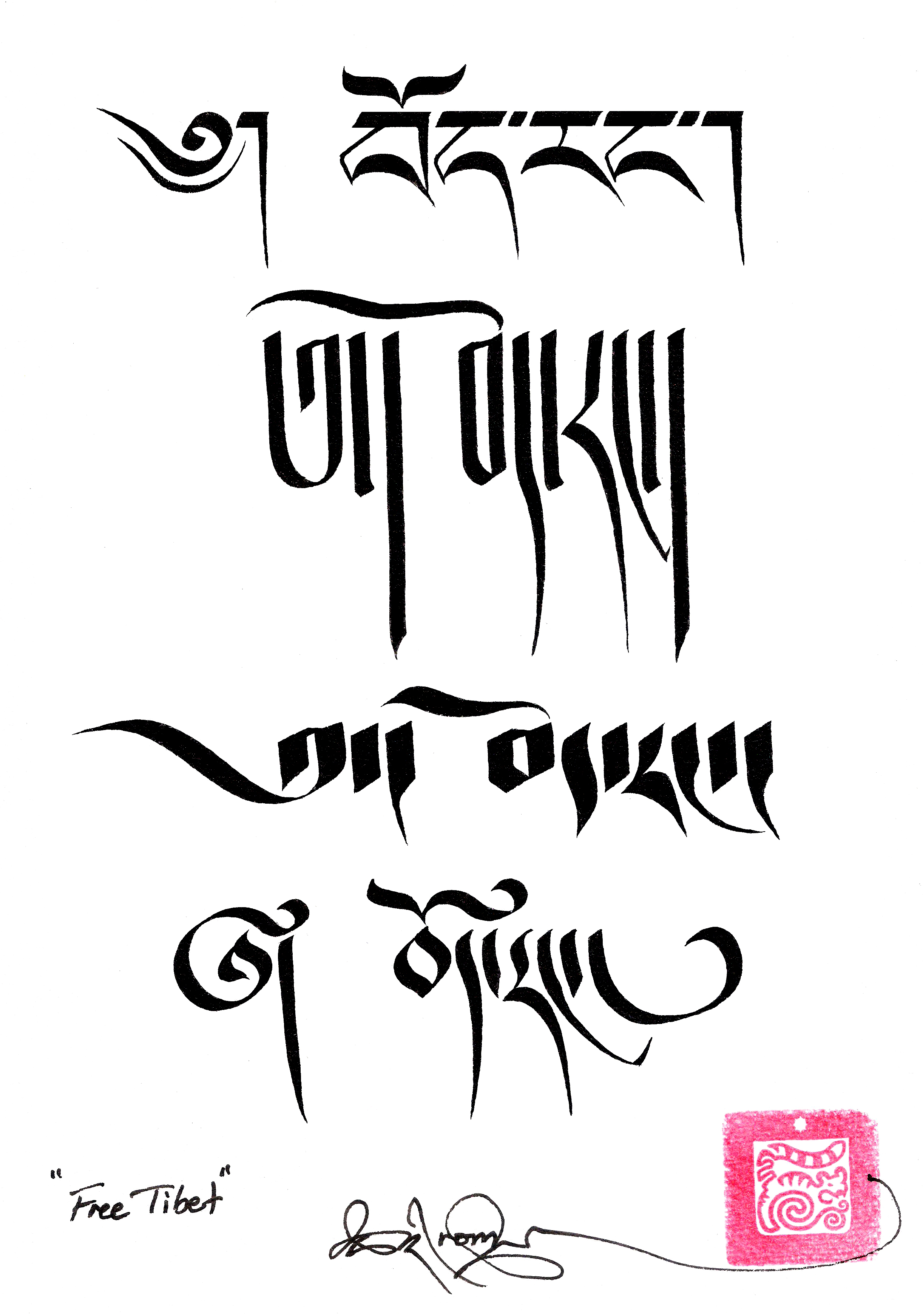
Vier Tibetaanse kalligrafeerstijlen

Tibetaanse kalligrafie refereert aan de kalligrafische traditites die gebruikt worden voor het opschrijven van het Tibetaans. 

## Achtergrond
Net als in andere delen van Oost-Azië werden mensen met een hoge rang zoals edelen en lama's geacht te kunnen schrijven in kalligrafie. In tegenstelling tot bijvoorbeeld kalligrafie in China, Japan en Korea, werd voor Tibetaanse kalligrafie geen kwast gebruikt maar een kalamoi. Desondanks is de invloed van andere Aziatische landen terug te vinden in de Tibetaane kalligrafie.

## Varianten
Er bestaan verschillende vormen van kalligrafie in Tibet:
- De u-chan (Tibetaans: དབུ་ཅན་, Wylie: dbu-can) stijl van het Tibetaans schrift. Deze stijl wordt gemarkeerd door zware horizontale lijnen, en is de meest gebruikte vorm van kalligrafie in Tibet. Er bestaat ook een geprinte versie van deze stijl.
- De u-me (དབུ་མེད་ dbu-med) stijl: een meer cursief schrift wat vaak wordt gezien in alledaagde correspondentie. Het grootste verschil met u-chan is het ontbreken van horizontale lijnen bovenop elke letter.
- De drugtsa (འབྲུ་ཚ་  'bru-tsha)-stijl: een versie tussen u-chan en u-me.
- De tsugtung (ཚུགས་ཐུང་ tshugs-thung)-stijl: een afgekorte variant op u-me. Wordt traditioneel gebruikt voor commentaar.
- De chuyig (འཁྱུག་ཡིག་  'khyug-yig)-stilj: een sterk afgekorte en meer vloeiende versie van u-me.  Wordt vaak gebruikt voor persoonlijke brieven en korte notities.
- De petsug (དཔེ་ཚུགས་ dpe-tshugs)-stijl: een cursieve variant van u-me in meer blokkerige vorm.

Al deze vormen staan niet vast, en het totaal aantal vormen binnen de Tibetaanse kalligrafie is niet beperkt tot enkel bovengenoemde. Er bestaan ook veel mengvormen waarbij meerdere stijlen door elkaar worden gebruikt. 